# Готелька (житло)
Готелька[джерело?] (від кімната готельного типу) — тип житлового приміщення, що є або малометражною однокімнатною квартирою, або кімнатою з кухонною нішею і санвузлом. Також готелькою називають будинок, що складається з таких квартир або кімнат — будинок готельного типу.

## Опис
Готелька звичайно являє собою багатоповерхову (від 3 до 16 поверхів) панельну або цегляну будівлю. На поверсі звичайно розташовується велика кількість квартир — від 10 до 40; готельки зазвичай складаються з однієї секції, хоча нерідкі і багатосекційні готельки, зазвичай 5-поверхові. Подібні будинки будувалися для працівників промислових підприємств, великих виробництв як тимчасове житло в ланцюжку «гуртожиток — готелька — повнометражна квартира».
Масове будівництво будинків з квартирами та кімнатами готельного типу в СРСР почалося в 1960 — 70-ті рр. Існує два типи готельок — квартирні і кімнатні. Квартира готельного типу містить житлову кімнату (12-18 кв. м), невелику кухню (4-6 кв. м), передпокій і санвузол. Такі будинки можна поділити на два типи, залежно від площі житлової кімнати. Нерідко в таких квартирах зустрічається і балкон (лоджія) на всю квартиру. Другий тип готельок — будинки з кімнатами готельного типу. Ці будинки складаються не з квартир, а з кімнат з кухонною нішею в передпокої і поєднаним санвузлом з сидячою ванною.